# Pánfilo de Anfípolis
Pánfilo de Anfípolis (en griego antiguo: Πάμφιλος, siglo IV a. C.) fue un destacado pintor macedonio y director de la escuela de Sición. Fue discípulo de Eupompos, el fundador de la escuela de pintura de Sición, para el establecimiento de la cual, sin embargo, Pánfilo parece haber hecho mucho más que el mismo Eupompos. De sus propias obras han llegado hasta la actualidad una cantidad escasa, pero como maestro pintor, no fue superado por ninguno de los antiguos maestros. Entre los que se formaron con él se encuentran Melancio, Pausias y Apeles, el conocido pintor de Alejandro Magno.
Fue recordado por el historiador Plinio el Viejo, en su Historia Natural.